# San Marino a 2024. évi téli ifjúsági olimpiai játékokon
San Marino a dél-koreai Kangvonban megrendezett 2024. évi téli ifjúsági olimpiai játékok egyik részt vevő nemzete volt. Az ország a játékokon 1 sportágban (alpesi síelésben) 1 fiú sportolóval képviseltette magát.

## Alpesisí

### Fiú
| Versenyző      | Versenyszám      | 1. futam      | 1. futam      | 2. futam | 2. futam | Összesen | Összesen |
| Versenyző      | Versenyszám      | Idő           | Hely.         | Idő      | Hely.    | Idő      | Hely.    |
| -------------- | ---------------- | ------------- | ------------- | -------- | -------- | -------- | -------- |
| Mattia Beccari | Műlesiklás       | 57,52         | 55.           | 1:06,06  | 37.      | 2:03,58  | 37.      |
| Mattia Beccari | Óriás-műlesiklás | Nem ért célba | Nem ért célba | Kiesett  | Kiesett  | Kiesett  | Kiesett  |